# A víg özvegy
A víg özvegy (németül Die lustige Witwe) Lehár Ferenc háromfelvonásos operettje. Szövegkönyvét Victor Léon és Leo Stein írták Henri Meilhac 1861-es vígjátéka, a L’attaché d’ambassade (Az attasé) alapján. Az operett ősbemutatójára 1905. december 30-án került sor a bécsi Theater an der Wienben. A zeneszerző első nagy sikere volt, mellyel megalapozta nemzetközi karrierjét. Budapesten először 1906. november 27-én mutatták be a Magyar Színházban.

## A mű keletkezésének története
Az operett története Richard Heuberger zeneszerzőnél kezdődik, ugyanis őt bízták meg Leo Stein és Victor Léon közösen írt szövegkönyvének zenéje megkomponálásával. A librettó egy korábbi francia vígjáték, Henri Meilhac Az attasé című darabja alapján készült el. Mivel a szerzőpáros nem volt megelégedve Heuberger zenéjével, úgy döntöttek, hogy Lehárra bízzák a darabot. A szerződést 1905. január 2-án kötötték meg. A víg özvegy címének megszületéséről egy anekdota szól. Mivel az eredeti címet nem lehetett felhasználni, a két librettista valami más után nézett. Rá is bukkantak, amikor Lehár egy napon meghallotta, hogy Stein odakiáltotta egy pénztárosnak, hogy Nincs több szabad jegy a főtanácsos özvegyének! Ha legközelebb idejön, dobják ki ezt az alkalmatlankodó özvegyet! – ami németül úgy hangzik, hogy die lästige Witwe. Lehár azonban félrehallotta a szót, és elragadtatással felkiáltott: die lustige Witwe – vagyis a víg özvegy –; megvan a cím! A víg özvegy!
Lehár nem ismerte a mű előtörténetét, de a munka befejeztével megkérdezte Léontól, hogy ki lett volna az operett eredetileg kiszemelt komponistája. Legnagyobb meglepetésére Heuberger neve került elő, aki abban az időben a Konzertverein zsűrijének tagjaként tehetségtelennek titulálta. Amikor azonban a Theater an der Wien igazgatósága előtt bemutatta a darabot igen hűvös fogadtatásban volt része. Az igazgatók nem bíztak az operett sikerében és úgy döntöttek, ha Lehár és librettistái mégis be szeretnék mutatni a darabot, akkor fizessék ki a próbákat. Támogatókra leltek a színészek körében is, elsősorban Mizzi Günther és Louis Treumann voltak azok, akiknek sikerült meggyőzniük a társulatot, hogy éjszaka próbáljanak. A szerzőknek is mélyen bele kellett nyúlniuk a zsebükbe, hogy tormás virsli és sör segítségével megőrizzék a kórus és a zenekar jó hangulatát. A darab bemutatójára végül 1905. december 30-án került sor, egy nappal szilveszter előtt, aminél rosszabbat premier számára álmodni sem lehetett. Ebből kifolyólag nyilvánvaló volt, hogy a művet csekély érdeklődés övezte. A kritikusok azonban – kevés kivétellel – lelkesen nyilatkoztak a zenéjéről és a könnyed partitúrájáról.
A darabnak politikai visszhangja is volt, mivel a Bécsben tanuló montenegrói egyetemisták tiltakoztak az operettbeli montenegrói (átkeresztelve Pontevedro) utalások miatt. Sőt Triesztben és Konstantinápolyban vígözvegy-ellenes tüntetésekre is sor került. Triesztben a Teatro Filodramatico mutatta be a darabot 1907. február 27-én, de az előadás előtt fülsiketítő lárma keletkezett, míg végül csak a rendőrség közbelépésének köszönhetően tudták folytatni az előadást. Hasonló eset történt a firenzei bemutatón is. Ezek az események, melyekben elsősorban az osztrákellenesség nyilvánult meg, árnyékolták be A víg özvegy sikersorozatát, amely röviddel a bemutató után már megkezdődött. Az első külföldi előadásra már két hónappal a bécsi bemutató után sor került Hamburgban. 1906 áprilisában már a századik előadást ünnepelték. A 150. előadást már a Volksoperben ünnepelték. 1907. február 23-án, a kiadó, a berlini Felix Bloch örökösei cég levelet küldött Lehárnak melyben tudatta vele, hogy már meghaladták a 3500 előadást Európa-szerte. A darabot 1907-ben bemutatták Londonban, majd New Yorkban és Chicagóban is, 1909-ben pedig Párizsban. A víg özvegy sikere hozta meg végül Lehár számára az anyagi biztonságot, amire már gyerekkora óta vágyott.
Ezzel az operettel megtalálta saját stílusát, de ismét fel kellett magában dolgoznia, hogy mit is jelent tevékenységének fő területe: az operett. Erről a következőképpen vélekedett:
| „                                               | A zenekedvelő bécsiek felüdülést várnak az operettől a mindennapi fáradozásuk után, nem pedig mély problémákat. Azt az örömöt várják tőle, amely elfog minden jó kedélyű, ártatlan lelkű embert, ha kellemes muzsika cseng a fülébe, s annak ritmusa hasonló rezdüléseket kelt lelkében is… Az operettszerző nem írhat spekulatív, lélekmarcangoló zenét; egyszerűnek, népiesnek kell maradnia. Ez bizony nehéz – nehezebb, mint általában hinnők. Nem szabad többet akarnia, mint azt, hogy operettszerző legyen, ám óvakodnia kell a banalitástól és nem szabad csorbát ejtenie muzsikusi méltóságán. Ha szabad szólnom az operett jövőjéről, azt mondanám, hogy egyre tartalmasabb lesz, majd s közelíteni fog a vígoperához. Ma ugyan még stílustalanságnak tekintik, ha a zeneszerző az operett ilyenfajta nemesítésére törekszik. Mégis érthető lesz a cél, ha vérbeli muzsikusok is felé a műfaj felé fordulnak. | ” |
| – Franz Lehar: Mein Werdegang (Fejlődésem útja) | |   |

## Szereplők

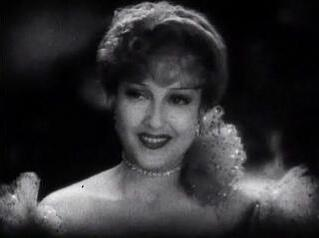
Jeanette MacDonald A víg özvegy című 1934-es filmben

| Szereplő                                                               | Hangfekvés         |
| ---------------------------------------------------------------------- | ------------------ |
| Glavari Hanna, gazdag özvegy                                           | szoprán            |
| Gróf Danilovics Danilo, követségi titkár                               | tenor vagy bariton |
| Báró Zéta Mirkó, nagykövet                                             | bariton            |
| Valencienne, a felesége                                                | szoprán            |
| Camille de Rosillon, francia attasé                                    | tenor              |
| Nyegus, mindenes                                                       | szöveges szerep    |
| Sebastian Cascade, diplomata                                           | bariton            |
| Raoul Saint Brioche, diplomata                                         | bariton            |
| Kromov, politikai tanácsos                                             | bariton            |
| Olga, a felesége                                                       | mezzoszoprán       |
| Bogdanovics, konzul                                                    | bariton            |
| Sylviane, a felesége                                                   | szoprán            |
| Prisics, katonai attasé                                                | bariton            |
| Praskovia, a felesége                                                  | mezzoszoprán       |
| Párizsiak, pontevedróiak, zenészek, szolgálók, matrózok, revütáncosok. |                    |

## Cselekménye
Az operett cselekményének egyes pontjai a rendezés függvényében eltérnek. Az alább vázolt cselekmény a Budapesti Operettszínház 2007-ben bemutatott, Béres Attila által rendezett előadásának leírása.
- Helyszín: Pontevedro (egy fiktív délkelet-európai ország) párizsi nagykövetsége
- Idő: 20. század eleje

### Első felvonás
- Helyszín: Pontevedro párizsi nagykövetsége

Pontevedro párizsi nagykövetségén a diplomaták arra törekednek, hogy az ország csődjét elkerüljék, s a cél elérése érdekében az európai nagyhatalmak segítségét kérik. Zéta Mirkó nagykövet és munkatársai fogadást rendeznek az illusztris francia és spanyol vendégeknek. Olga, Kromow tanácsos felesége és Sylviane, Bogdanovics konzul felesége afférba bonyolódnak a fiatal Raoul Saint Brioche francia valamint Sebastian Cascada spanyol diplomatával. Sőt maga a nagykövet felesége is szerelmes lesz, mégpedig Rosillon francia kabinetfőnökbe. A nagykövet meghívja a fogadásra Glavari Hannát, a külföldön élő dúsgazdag pontevedrói özvegyasszonyt, annak a reményében, hogy majd szerelembe esik és pontevedrói férjet választ magának, így hatalmas vagyona visszatér az országba. Zéta férjjelöltnek Danilo Danilovics grófot szemeli ki, a követség titkárát, akinek évekkel korábban már lángolt a szíve Hannáért. Az özvegy megérkezik, azonban a nagykövet terve bukni látszik, mivel a Hanna és Danilo közötti korábbi sérelmek még erősen élnek, így közeledésről szó sem lehet. A jelenlevő diplomaták azonban hevesen udvarolnak a hölgynek, azzal fenyegetve a nagykövet tervét, hogy az özvegy nem pontevedrói férjet választ magának. Az özvegy, aki élvezi a helyzetet és főleg azt, hogy Daniló féltékenyen nézi az udvarlók seregét, meghívja az egész társaságot a jachtjára. A kihívásra Daniló újabb sértéssel válaszol, tovább mélyítve a kettejük közötti szakadékot.

### Második felvonás
- Helyszín: Glavari Hanna jachtja (eredetileg szalonja)

Az este Glavari Hanna hajóján folytatódik, ahol a nagykövet és a követségi mindenes, Nyegus tűkön űlve várják Danilo érkezését. Danilo csalódottan érkezik, ugyanis kedvenc mulatóját a Maxim’s-t zárva találta. Elhatározza, hogy kiüti a nyeregből riválisait, elsősorban Cascadát és Saint Briochet valamint Rosillon államtitkárt. Miután megtudja, hogy a két diplomata viszonyt folytat a pontevedrói attasék feleségeivel, megzsarolja őket, így ők elállnak az udvarlástól. Rossilon azonban nehezebb feladatnak bizonyul. A kabinetfőnök kitartóan udvarol Hannának, hogy így leplezze szerelmét Valenciennel, Zéta nagykövet feleségével. A kapcsolatuk azonban majdnem kitudódik, amikor a nagykövet rajtakapja őket a hajó eldugott zugában. A kényes helyzetből úgy szabadulnak, hogy Hanna helyet cserél Valenciennel és magára vállalja, hogy neki volt légyottja Rosillonnal. Ezzel azonban arra készteti a férfit, hogy nyilvánosan megkérje a kezét, ezzel a végső kétségbeesésbe taszítva Danilót.

### Harmadik felvonás
- Helyszín: Glavari Hanna bálterme

A Maxim’s azért volt tulajdonképpen zárva, mert a táncosnőket Glavari Hanna meghívta a báljára. A táncosnők a meghívottakat szórakoztatják. A bálra megérkezik Danilo is és nagy meglepetésére Hanna tudatja vele, hogy soha nem is volt tulajdonképpen jegyese Rosillonnak, mindössze egy házas ember becsületét próbálta megvédeni. Danilo megérti a helyzetet és szerelmet akar vallani, de hirtelen eszébe jut az asszony vagyona és emiatt eltántorodik. Időközben Zéta meggyanúsítja a feleségét hűtlenséggel, válni akar és elhatározza, hogy majd ő maga kéri meg Hanna kezét az ország megsegítése érdekében. Az özvegy ekkor tudatja vele, hogy amennyiben ismét férjhez megy minden vagyona odavész. Mikor ezt meghallja, Daniló felbátorodik, és szerelmet vall Hannának, aki ekkor boldogan kijelenti, hogy pénze azért vész el, mert átszáll új férjére. Az est végére Valencienne és Zéta között is helyreáll a béke, az asszony szeretetéről biztosítja a férfit.

## Operettslágerek

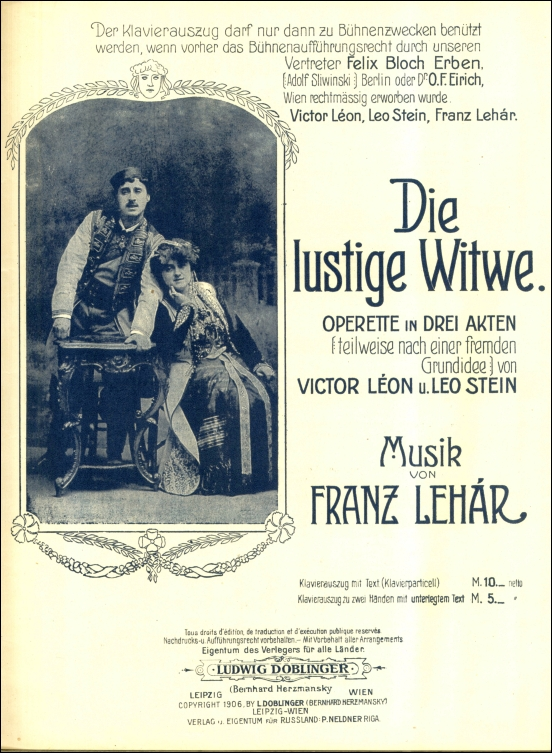
Az operett teljes zongorakivonatának első kiadása

Nos, jöjjön hát, egy lélek sincs – Valencienne, Rosillon
Uraim! Elég! – Glavari Hanna belépője
Oh, szerelmes szép hazám – Daniló belépője
 Miért is lettem a szeretőd, megbűvölt a csáberőd! – kvartett: Sylviane, Olga, Cascada, Saint Brioche
Hölgyválasz! A szép dáma most választ… – Glavari Hanna, Danilovics, Cascada, Saint Brioche, Valencienne, Rosillon
Ha győzi még a társaság, elmondanék egy balladát… – Vilja-dal (Glavari Hanna)
Nő a férfit, férfi nőt szereti… – kvartett: Sylviane, Olga, Cascada, Saint Brioche
Hogy a nőkkel hogy kell bánni… – Marsch-septett: Danilovics, Zéta, Cascada, Saint Brioche, Kromov, Bogdanovics, Prisics
Hejha, kislány, nézd meg jól ezt a hős huszárt… – Zéta
Ritanouri tantirette – Grisette-dal: Valencienne, Glavari Hanna, grisette-kórus
Hallgat ajkam, hív e dallam… – duett: Glavari Hanna, Danilovics Daniló
Bár az asszonyhoz senki sem ért… – finálé: mindenki

## Diszkográfia
- Dame Elisabeth Schwarzkopf (Hanna Glawary), Erich Kunz (Danilo Danilovics), Nicolai Gedda (Camille de Rosillon), Emmy Loose (Valencienne) stb.; Philharmonia Énekkar, Philharmonia Zenekar, vezényel: Otto Ackermann (1953) Warner 4563852 és 5673702, Regis RRC1163, Naxos 8.111007
- Margit Schramm (Hanna Glawary), Rudolf Schock (Danilo Danilovics), Jerry J. Jennings (Camille de Rosillon), Dorothea Chryst (Valencienne), Benno Kusche (Baron Mirko Zeta), Julius Katona (Raoul de Saint-Briosche) stb.; a Deutsche Oper Berlin Énekkara, Berlini Szimfonikusok, vezényel: Robert Stolz (1965) Eurodisc 610 321-233 és Sony 88697985772
- Elizabeth Harwood (Hanna Glawary), René Kollo (Danilo Danilovics), Werner Hollweg (Camille de Rosillon), Teresa Stratas (Valencienne), Kelemen Zoltán (Baron Mirko Zeta) stb.; a Deutsche Oper Berlin Énekkara, Berlini Filharmonikus Zenekar, vezényel: Herbert von Karajan (1972) Deutsche Grammophon 435 712-2
- Edda Moser (Hanna Glawari), Hermann Prey (Danilo Danilovics), Siegfried Jerusalem (Camille de Rosillon), Helen Donath (Valencienne), Benno Kusche (Baron Mirko Zeta)stb.;  Bajor Rádió Énekkara, Müncheni Rádiózenekar, vezényel: Heinz Wallberg (1979) Warner 7235312
- Cheryl Studer (Hanna Glawary), Bo Skovhus (Danilo Danilovics), Rainer Trost (Camille de Rosillon), Barbara Bonney (Valencienne), Sir Bryn Terfel (Baron Mirko Zeta) stb.; Monteverdi Kórus, Bécsi Filharmonikusok, vezényel: Sir John Eliot Gardiner (1994) Deutsche Grammophon 439 911-2
- Marlis Petersen (Hanna Glawary), Jurij Szamojlov (Danilo Danilovics), Martin Mitterrutzner (Camille de Rosillon), Kateryna Kasper (Valencienne) stb.; Frankfurti Opera Énekkara, Frankfurt Opern- und Museumsorchester, vezényel: Joana Mellwitz (élő felvétel, Frankfurt am Main, 2018. május, Frankfurti Opera) Oehms Classics OC983

## Megfilmesítések
- 1918 A víg özvegy – rendező: Michael Curtiz
- 1925 A víg özvegy – rendező: Erich von Stroheim
- 1934 A víg özvegy – rendező: Ernst Lubitsch
- 1952 A víg özvegy – rendező: Curtis Bernhardt
- 1962 A víg özvegy – rendező: Werner Jacobs

## Balett
1975-ben Ronald Hynd balettet írt belőle az Ausztrál Balett megbízásából. A darab magyarországi bemutatója 2014. február 22-én volt az Erkel Színházban.